# Slaget ved Den Milviske Bro
Slaget ved Den Milviske Bro fandt sted 28. oktober år 312 mellem de romerske kejsere Konstantin den Store og Maxentius. Slaget fik sit navn fra Den Milviske Bro, som var en vigtig rute over floden Tiberen. Efter Konstantins sejr begyndte han at omdanne tetrarkiet og endte således med at blive enehersker i Romerriget. Maxentius druknede i Tiberen under slaget, og hans lig blev senere fisket op fra floden og halshugget.
Ifølge kronikører som Eusebius af Cæsarea og Lactantius markerede kampen begyndelsen på Konstantins omvendelse til kristendommen. Eusebius af Caesarea fortæller, at Konstantin og hans soldater fik en åbenbaring (In hoc signo vinces) sendt af den kristne Gud. Dette blev fortolket som et løfte om sejr, hvis Chi-Rho-tegnet, de to første bogstaver i Kristi navn på græsk, blev malet på soldaternes skjolde. I forbindelse med fejringen af sejren blev der opført en triumfbue, Konstantins Triumfbue, der beskriver Konstantins sejr som et resultat af guddommelig indgriben; imidlertid viser monumentet ikke nogen åbenlys kristen symbolik.

## Baggrund
Den direkte årsag til slaget var den fem år lange konflikt mellem Konstantin og Maxentius over hvem, som skulle have herredømme over Det Vestromerske Rige. Konstantin var søn af den romerske kejser Konstantius I, som døde 25. juli 306, hvorpå hans soldater proklamerede hans søn som ny kejser den 28. oktober samme år. I Rom var imidlertid Maxentius, søn af Maximianus, en klar favorit som ny kejser. Tetrarkiet, det romerske system med flere kejsere, garanterede ikke, at Konstantin, søn af Konstantin I, kunne arve titlen som kejser i Det Vestromerske Rige. Både Konstantin og Maxentius gjorde krav på titlen som kejser, og uenigheden herom voksede efterhånden til en åben konflikt.

## Slaget
Sommeren 312 samlede Konstantin sine tropper for at få en ende på konflikten med magt. Hans tropper drog hurtigt gennem det nordlige Italien, og befandt sig omtrent 15 kilometer fra Rom, da Maxentius begyndte at udstationere sine tropper ved Pons Mulvius, en stenbro som førte Via Flaminia over floden Tiberen og ind mod Rom. For Maxentius var det vigtigt at kontrollere denne nordlige adgang til Rom for at holde rivalen ude af hovedstaden, hvor det romerske senat utvivlsomt ville støtte den, som kontrollerede byen. Da Konstantin nåede broen, vurderede han, at han havde undervurderet modstanderens styrke, og at Maxentius havde mange flere soldater end han selv.
Den følgende dag tørnede tropperne sammen. Konstantin, som allerede havde skaffet sig et navn som en dygtig general, begyndte at presse Maximian og hans tropper tilbage mod Tiberen. Maximian blev til sidst tvunget til at trække sig tilbage for at etablere nye stillinger nærmere Rom. Men broen var den eneste mulighed for retræte, og Maximians tropper havde allerede lidt store tab. Maxentius druknede i Tiberen og døde således under tilbagetrækningen. Konstantin gjorde sin indmarch i Rom kort tid efter at have vundet slaget ved Ponte Milvio, og han blev proklameret som kejser Augustus af Det Vestromerske Rige.